# Beautiful Episode
Albums de Elva Hsiao
Fifth Avenue
(2003) 1087
(2006)
Beautiful Episode est la 1re compilation de Elva Hsiao, sorti sous le label Virgin Records le 16 juillet 2004 à Taïwan.

## Liste des titres
| 1.  | Mei You Ren (沒有人; Nobody)                                            | 4:28 |
| 2.  | Cappuccino                                                              | 3:39 |
| 3.  | Zui Shu Xi De Mo Sheng Ren (最熟悉的陌生人; The Most Familiar Stranger) | 4:22 |
| 4.  | Yi Ge Ren De Jing Cai (一個人的精彩; A Person's Excellence)             | 3:08 |
| 5.  | Chuang Wai De Tian Qi (窗外的天氣; The Weather Outside the Window)      | 4:32 |
| 6.  | Qiang Wei (薔薇; Rose)                                                  | 5:29 |
| 7.  | Ming Tian (明天; Tomorrow)                                              | 4:30 |
| 8.  | Zhang Hua Duan Shuo (長話短說; Brief)                                   | 4:20 |
| 9.  | Wo Ai Ni Na Me Duo (我愛你那麼多; I Love You So Much)                   | 3:40 |
| 10. | Wen Zi Ji (問自己; Ask Myself)                                          | 4:33 |
| 11. | Wo Xi Huan Ni Kuai Le (我喜歡你快樂; I Like You Happy)                  | 3:57 |
| 12. | Mei Li De Cha Qu (美麗的插曲)                                           | 4:09 |

| 1.  | Ai De Zhu Da Ge (愛的主打歌; Love's Theme Song)                                    | 4:46 |
| 2.  | Wen (吻; Kiss)                                                                     | 3:54 |
| 3.  | Ta He Ta De Gu Shi (他和她的故事; The Story of Him and Her)                        | 4:15 |
| 4.  | Chuan Yue Shi Kong Yu Jian Ni (穿越時空遇見你; Meeting You Through Time and Space) | 3:56 |
| 5.  | Wei Lai De Wei Lai (未來的未來)                                                    | 3:47 |
| 6.  | Jin Xing Shi (進行式; Progressive Mode)                                            | 4:20 |
| 7.  | Kai Shi Ai (開始愛; Start Love)                                                    | 3:10 |
| 8.  | Wo Jiu Shi Wo (我就是我 ; I Am Me)                                                 | 3:33 |
| 9.  | De Xia Tie (地下鐵; Sound of Colors)                                               | 4:41 |
| 10. | Ni Shi Wo Xin Zhong Yi ju Jing Tan (你是我心中一句驚嘆; You are My Amazement)      | 3:48 |
| 11. | Xing Fu De De Tu (幸福的地圖; Map of Happiness)                                    | 4:06 |
| 12. | Jiu Shi (舊事)                                                                     | 1:15 |